# Sui Xinmei
Sui Xinmei (China, 29 de enero de 1965) es una atleta china retirada, especializada en la prueba de lanzamiento de peso en la que llegó a ser subcampeona olímpica en 1996.

## Carrera deportiva
En los JJ. OO. de Atlanta 1996 ganó la medalla de plata en el lanzamiento de peso, con una marca de 19.88 metros, tras la alemana Astrid Kumbernuss (oro con 20.56 m) y por delante de la rusa Irina Khudoroshkina (bronce con 19.35 metros).